# Wappen Kolumbiens
Das Wappen Kolumbiens wurde 1834 eingeführt und 1924 leicht verändert.

## Beschreibung
Das Wappen ist zweimal geteilt und zeigt oben in Blau einen goldenen gestielten Granatapfel begleitet von je einem goldenen Füllhorn rechts goldene Münzen und links Früchte streuend.
Mittig in Silber eine rote Phrygische Mütze auf goldener Lanzenspitze gesteckt.
Unten in Blau zwei dreimastige Rahsegler mit weißen gesetzten Segeln und mit goldener Heckflagge rechtsfahrend durch eine grüne Landzunge getrennt. Zu beiden Seiten des Wappens je zwei Landesfahnen in den Farben Gelb-Blau-Rot mit silbernen Stangenspitzen und goldenen Kordeln.
Auf dem Schild sitzt der natürlich gefärbte Kondor mit ausgebreiteten Schwingen und hält im Schnabel den Schild an einer grünen Kordel, die durch einen silbernen Ring geführt ist. Ein goldenes Schriftband mit schwarzen Majuskel die Devise „LIBERTAD Y ORDEN“ zu seinen Fängen.

## Symbolik
Das kolumbianische Wappen besteht aus drei horizontalen Feldern, über denen ein flugbereiter Kondor steht.
Das Wappen wird links und rechts durch je zwei Flaggen in den Farben Gelb-Blau-Rot und goldener Stabspitze, die zum unteren Ende des Wappenschildes hin gerafft sind, ergänzt.
- Der Kondor steht für die Freiheit. Er ist frontal, mit ausgebreiteten Flügeln und nach rechts blickend, zu sehen. Im Schnabel trägt er einen Lorbeerkranz, darunter ist ein Spruchband in schwarzer Schrift auf goldenen Untergrund mit der Devise „Libertad y Orden“ (span., „Freiheit und Ordnung“) zu sehen.
- Im oberen Drittel des Wappens, auf blauem Untergrund, steht ein goldener Granatapfel, was an Neugranada erinnert – so der ehemalige Name des Landes. Links und rechts des goldenen Granatapfels befinden sich Goldhörner – links ein Horn, gefüllt mit Gold- u. Silbermünzen und rechts ein Horn, gefüllt mit tropischen Früchten. Dieser Teil steht für den Reichtum und die Üppigkeit des Landes.
- Im zweiten Drittel auf silbernem Grund befindet sich eine rote Phrygische Mütze (span. „el gorro frigio“) auf einer goldenen Lanzenspitze gesteckt, die für republikanische Gesinnung steht.
- Im letzten Drittel befinden sich zwei große Schiffe mit gehissten Segeln auf den beiden Ozeanen, die Kolumbien umgeben (Pazifik und Karibik als Nebenmeer des Atlantiks). Die gehissten Segel symbolisieren den Handel Kolumbiens mit dem Rest der Welt.